# Sistem komplementa
Sistem komplementa (tudi samo komplement) je serija (kaskada) biokemijskih reakcij, ki sodeluje pri obrambi organizma pred patogeni. Je del imunskega sistema, ki se tekom posameznikovega življenja ne spreminja oz. prilagaja, zato govorimo o njem v okviru naravne (prirojene) imunosti. Kljub temu je tesno povezan z elementi pridobljene imunosti (limfociti), s katerimi se medsebojno aktivira in dopolnjuje, iz česar izhaja tudi ime.
Sistem sestavlja okrog 30 majhnih beljakovin, ki v stanju mirovanja krožijo po krvi v obliki neaktivnih prekurzorjev (proencimov). Sintetizirajo se v glavnem v jetrih in predstavljajo 5 % vseh globulinov v krvnem serumu. Označujemo jih z veliko črko C (kratica za complement) in številko.
Ko signal sproži spremembo enega od začetnih proencimov v aktivno obliko, le-ta razcepi in tako aktivira naslednji encim v kaskadi, kar na koncu vodi do tvorbe kompleksa beljakovin, ki se vgrajuje v membrane bakterijskih celic in tvori v njej pore, ki povzročijo lizo (razpad) celice. Hkrati pa prek citokinov sprožijo tudi aktivacijo sistema pridobljene imunosti. Vsak element lahko aktivira več elementov stopnjo niže v kaskadi, zato se prvotni odziv tekom aktivacije eksponentno povečuje.

## Aktivacija komplementa
Poznamo tri poti aktivacije komplementa: klasično, alternativno in lektinsko, ki se razlikujejo le v začetnih korakih, vsem pa je skupen del od beljakovine C3 do končnega produkta.

### Klasična pot
Klasična pot aktivacije komplementa se sproži, ko se protitelo razreda IgG ali IgM veže na antigen, pri čemer se razkrije vezavno mesto za molekulo C1. Za aktivacijo sta potrebni vsaj dve vezavni mesti, kar pomeni dve molekuli IgG ali eno IgM (slednja je pentamer). Nanju se veže podenota C1, imenovana C1q, pri čemer se ji spremeni konformacija in pridobi aktivnost serinske esteraze. Z razcepom estrske vezi aktivira dve drugi podenoti, C1r, ti pa nato podenoti C1s (prav tako serinski esterazi). Ti cepita najprej molekulo C4 na podenoti C4a in C4b; C4a oddifundira, na C4b pa se veže molekula C2, kar odkrije mesto za delovanje C1s, ki razcepi C2 na C2a in C2b. Fragmenta C2b ter C4b se vežeta med seboj v C2b4b, kar je konvertaza C3 klasične poti.
Klasična pot aktivacije je kontrolirana na več ravneh. Spontano aktivacijo preprečuje dejstvo, da protitelo v raztopljeni obliki ne more vezati molekule C1. Prav tako ne more aktivirati poti eno samo protitelo IgG, temveč vsaj dve, vezani na antigena v neposredni bližini (npr. na beljakovine na površini bakterijske celice). Nadaljnjo aktivacijo zavira C1-inhibitorska beljakovina, ki je prisotna v krvi in se nepovratno veže na C1r ter C1q, s čimer prepreči aktivacijo C2 in C4. Nazadnje pa dejstvo, da je za aktivnost kompleksa C4b2b potrebna vezava na površino mikroba ali protitelesa, omeji delovanje sistema na bližino patogena.

### Alternativna pot
Alternativna pot aktivacije komplementa je zelo podobna klasični, s to razliko da jo sproži neposredno prisotnost patogena. Zaradi tega je verjetno evolucijsko izvornejša, naziv »alternativna« pa ima zato, ker je bila odkrita kasneje od klasične. Začetni element te poti je molekula C3b, ki je homologna molekuli C4b (tako po strukturi kot po funkciji). Ta se veže z beljakovino, imenovano faktor B (ta je homologen C2), pri čemer se ji spremeni konformacija in postane dovzetna za razcep z proteazo faktor D, ki se nahaja v plazmi. Ob razcepu se sprosti fragment Ba, Bb pa vezan na C3b tvori konvertazo C3 alternativne poti, ki je homologna C2b4b.

### Lektinska pot
Tudi lektinska pot aktivacije je homologna klasični, le da vlogo C1q zamenja lektin, ki se veže na različne polisaharide v bakterijski celični steni. Imenujemo ga »protein, ki veže manan« (angleško manan binding protein oz. MBP). Ta ob vezavi aktivira serinsko proteazo MASP (MBP-associated serine protease), ki deluje na beljakovini C2 in C4, ti dve pa nato nadaljujeta kaskado enako kot pri klasični poti aktivacije.

## Nastanek kompleksa, ki napada membrano
Vse tri poti vodijo do aktivacije osrednje molekule komplementa - C3. To je heterodimerna beljakovina, sestavljena iz dveh različnih podenot, α in β. Konvertaza C3 iz katerekoli od poti aktivacije razcepi molekulo na manjši C3a in večji C3b. Slednji je podoben molekuli C4, ravno tako se mora takoj po nastanku vezati na površino mikroba, sicer razpade. C3b ima dva učinka: zaradi podobnosti s C4 lahko sproži dodatno aktivacijo komplementa po klasični poti, kar predstavlja pozitivno povratno zanko in ojača reakcijo, del nastalega C3b pa se veže s C2b4b (konvertazo C3 klasične poti) v C4b2b3b. Ta molekula veže naslednjo v kaskadi, C5 in s tem omogoči njeno cepitev s serinsko proteazo C2a. Tako aktivirana C5 sproži nastanek kompleksa iz molekul C5b, C6, C7 in C8, ki se vrine v membrano bakterije. Tam sproži polimerizacijo 10 do 16 molekul C9 v obročasto strukturo, imenovano »kompleks, ki napada membrano« (membrane attack complex ali MAC). MAC se s hidrofobnim robom vgradi v membrano, na njegovi notranji strani pa je kanal, širok okoli 100 Angstremov. Skozenj vdre v bakterijsko celico voda, kar na koncu povzroči lizo in s tem smrt bakterije. Poleg bakterij deluje sistem tudi na večino virusov z ovojnico.

## Vloga v imunskem sistemu
Domnevajo, da je komplement evolucijsko starejši sistem obrambe pred patogeni kot sistem pridobljene imunosti. Njegova funkcija je tesno prepletena s slednjim preko citokinov in klasične poti aktivacije. Ker pa lahko komplement aktivirajo tudi patogeni neposredno, predstavlja prvo linijo obrambe pred njimi (poleg makrofagov in ostalih elementov naravne imunosti). Aktivacija pridobljene imunosti namreč traja več dni in v tem času bi se lahko mikrobi ob odsotnosti komplementa neovirano razmnoževali v telesu.
Glavna povezava z ostalimi elementi sistema naravne imunosti je molekula C3b, ki jo spoznajo receptorji na fagocitnih celicah, kar olajša požiranje (fagocitozo) tujka, na katerega je vezan C3b (takšnemu »označevanju« tujkov pravimo opsonizacija). Pomembne so tudi molekule C3a, C4a in C5a, ki sprožijo lokalno vnetje.
Okvare sistema komplementa lahko vodijo v resno pomanjkljivost imunskega sistema (imunodeficienco), kar se kaže v večji dovzetnosti za okužbe. V primeru da zaradi okvare odpove kontrola nad aktivacijo, lahko pride do avtoimunskih bolezni.